# Hun (Maultrommel)

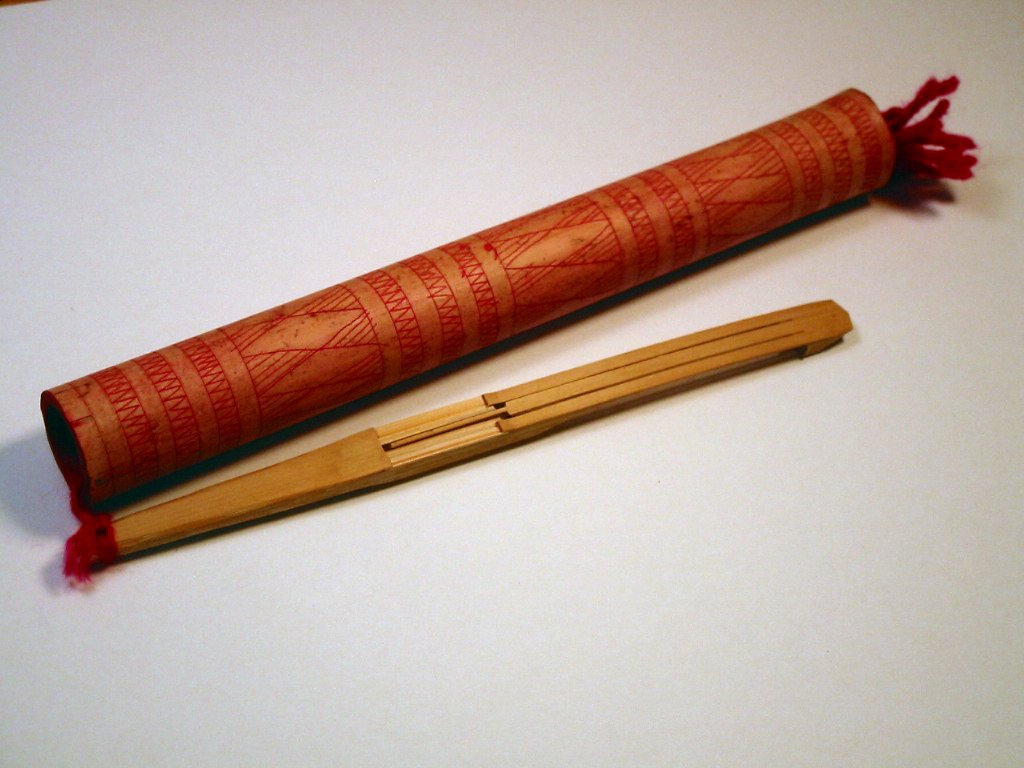
Idioglotte Rahmenmaultrommel aus Thailand mit Köcher (genaue Herkunft nicht angegeben). Gehört nach Curt Sachs (1917) zu dem in Südostasien verbreiteten Typ der Bambusmaultrommel mit Stufenzunge und Griff.

Hun (thailändisch หุน) ist eine Rahmenmaultrommel aus Bambus, die in der Region Isan im Nordosten von Thailand und im angrenzenden Tiefland von Laos gespielt wird. In der Provinz Nakhon Ratchasima heißt dieses Zupfidiophon hia. 
Die hun besteht aus einem 12 bis 15 Zentimeter langen und 1,5 bis 2 Zentimeter breiten Bambusstreifen mit einer beweglichen Zunge, die entweder idioglott oder mit einem schwarzen Wachs (khisut) angeklebt ist. Das khisut wird von einem Insekt gewonnen und dient anstelle von Bienenwachs auch dazu, die Spielpfeifen der Mundorgel khaen und der Panflöte wot miteinander zu verkleben. Wenn die Zunge aus demselben Material wie der Rahmen herausgeschnitten wurde, gehört die hun zum älteren Typ der vor allem in Südostasien vorkommenden idioglotten Rahmenmaultrommeln, die häufig aus Bambus bestehen. Relativ bekannt ist die in der balinesischen Musik und der Musik von Lombok gespielte genggong. Andere südostasiatische Bambusmaultrommeln sind die angkuoch in Kambodscha, die ruding in Nord-Borneo, die kubing in Mindanao und die ncas der Hmong in Thailand. Die susap ist in Neuguinea und darüber hinaus in Melanesien verbreitet. 
Der Spieler hält die hun vor seinen geöffneten Mund an die obere Zahnreihe. Die Bambuszunge zeigt zum Mund, während der Rahmen am seitlich überstehenden Ende mit den Fingern gezupft wird. Je nach Mundstellung können einzelne Obertöne hervorgehoben werden, um die Tonhöhe und den Klang zu verändern. Die leise klingende hun wird üblicherweise solo zur Unterhaltung gespielt. Im Unterschied zu Ethnien im Hochland von Laos und Vietnam verwendet der Spieler die hun nicht als magisches Werkzeug bei Ritualen, um damit seine Stimme zu verändern, und nicht zur Brautwerbung.